# ʡ
Cette page contient des caractères spéciaux ou non latins. S’ils s’affichent mal (▯, ?, etc.), consultez la page d’aide Unicode.
La lettre coup de glotte barré, (lettre unicamérale : ʡ) est une lettre additionnelle de l’écriture latine qui est utilisée dans l’alphabet phonétique international. Il n’est pas à confondre avec le symbole astronomique de Cérès ⚳.

## Utilisation
Dans l’alphabet phonétique international, [ʡ] représente une consonne occlusive épiglottale sourde. Elle est adoptée comme symbole en 1989.

## Représentations informatiques
Le coup de glotte barré peut être représentée avec les caractères Unicode (Alphabet phonétique international) suivants :
| formes    | représentations | chaînes de caractères | points de code | descriptions                       |
| --------- | --------------- | --------------------- | -------------- | ---------------------------------- |
| minuscule | ʡ               | ʡ                     | U+02A1         | lettre latine coup de glotte barré |